# Фередени (Јаши)
Фередени (рум. Feredeni) насеље је у Румунији у округу Јаши у општини Делени. Oпштина се налази на надморској висини од 198 m.

## Становништво
Према подацима из 2002. године у насељу је живело 932 становника, од којих су сви румунске националности.